# 圣卡斯坦
圣卡斯坦（法語：Saint-Castin，法語發音：[sɛ̃ kastɛ̃]）是法国大西洋比利牛斯省的一个市镇，位于该省东北部，属于波城区。

## 地理
圣卡斯坦（43°22'39"N, 0°18'21"W）面积7 平方千米，位于法国新阿基坦大区大西洋比利牛斯省，该省份为法国东南部省份，涵盖了贝阿恩与北巴斯克，西临大西洋比斯開灣，北至朗德省，东北接热尔省，东临上比利牛斯省，南与西班牙接壤。
与圣卡斯坦接壤的市镇（或旧市镇、城区）包括：贝尔纳代茨、比罗斯、莫科尔、蒙塔尔东、纳瓦耶-昂戈斯、圣阿尔穆。

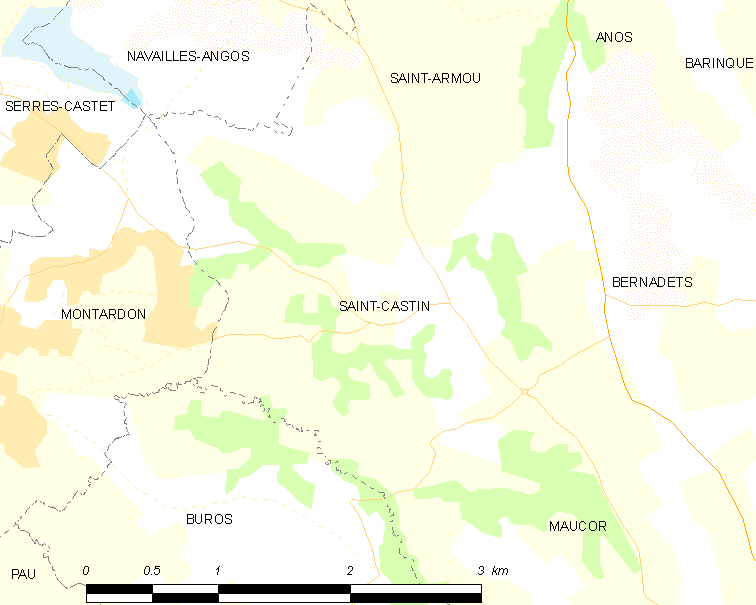
圣卡斯坦的OSM定位图

圣卡斯坦的时区为UTC+01:00、UTC+02:00（夏令时）。

## 行政
圣卡斯坦的邮政编码为64160，INSEE市镇编码为64472。

## 政治
圣卡斯坦所属的省级选区为莫尔拉斯与蒙塔内雷斯地区县。

## 人口

1962-2008年间圣卡斯坦人口变化图示

圣卡斯坦于2022年1月1日时的人口数量为857人。